# Zephyra
Zephyra D.Don – rodzaj roślin należący do rodziny Tecophilaeaceae. Obejmuje dwa gatunki występujące endemicznie w Chile, na obszarze na północ od miasta Coquimbo.

## Morfologia
PokrójRośliny zielne o wysokości 12–40 cm.
PędPodziemna bulwocebula.
LiścieDwa liście odziomkowe, bardzo wąsko lancetowate, o wymiarach 1,4 × 15 cm (u Z. compacta) lub 0,8 x 22 cm (u Z. elegans).
KwiatyZebrane w wąską wiechę złożoną z 7-15 gron wspartych podsadkami. Kwiaty o długości ok. 1,5 cm, czysto białe u Z. compacta lub białe z niebieskim odcieniem u Z. elegans. Okwiat promienisty, z krótką rurką u nasady. Listki okwiatu o wymiarach 1,5-3,5×3-7 mm (Z. compacta) lub 8×12-20 mm (Z. elegans). Pręciki cztery z krótkimi nitkami i główkami z ogoniastym wyrostkiem. Dwa prątniczki cylindryczne, wykrzywione. Słupek mniej więcej górny.
OwoceTorebki, zawierające eliptyczne, spłaszczone nasiona.

## Systematyka
Jeden z rodzajów w rodzinie Tecophilaeaceae.
Gatunki
- Zephyra compacta  C.Ehrh.
- Zephyra elegans  D.Don

## Zastosowania
Rośliny z gatunku Zephyra elegans są badane jako możliwe do wykorzystania jako rośliny ozdobne.